# Kily González
Kily González (* 4. August 1974 in Rosario als Cristian Alberto González Peret) ist ein ehemaliger argentinischer Fußballspieler und heutiger -trainer.
González agierte im linken Mittelfeld, spielte genaue Pässe und galt als sehr zweikampfstark.

## Karriere

### Verein
González startete seine Karriere als Profifußballer in Argentinien 1992 bei Rosario Central, danach spielte er 1995 eine Saison bei den Boca Juniors. Nach der Saison 1996 verpflichtete ihn Real Saragossa, von wo er 1999 zum FC Valencia wechselte. Dort wurde er 1999 spanischer Supercup-Sieger und 2002 spanischer Meister. Ab 2003 spielte González bei Inter Mailand und gewann 2005 die Coppa Italia. 2006 kehrte er in seine Heimat zurück und spielte wieder für Rosario Central. 2009 wechselte er zu CA San Lorenzo. 2010 kehrte er zu Rosario Central zurück und beendete ein Jahr später seine Karriere.

### Nationalmannschaft
Sein Debüt in der argentinischen Nationalmannschaft gab er im Juni 1999 gegen Mexiko. 2002 nahm er an der Fußball-Weltmeisterschaft teil. Bei der Copa América 2004 erzielte er gegen den späteren Sieger Brasilien im Finale ein Tor und gewann bei den Olympischen Spielen in Athen die Goldmedaille. 

## Erfolge
- Spanische Meisterschaft: 2001/02
- Spanischer Superpokal: 1999
- Italienische Meisterschaft: 2005/06*
- Italienischer Pokal: 2004/05, 2005/06
- Italienischer Supercup: 2005
- Fußballolympiasieger: 2004
- Teilnahme an einer Weltmeisterschaft: WM 2002 (3 Einsätze)

* zuerkannt infolge des italienischen Fußball-Skandals 2005/2006